# Сарненська міська територіальна громада
Сарненська міська громада — територіальна громада в Україні, в Сарненському районі Рівненської области. Адміністративний центр — м. Сарни.
Площа громади — 819,8 км², населення — 66 073 осіб (2020).

## Населені пункти
У складі громади 1 місто (Сарни), 1 селище (Чемерне) і 34 села:
- Білятичі
- Бутейки
- Велике Вербче
- Велихів
- Вирка
- Висове
- Глушицьке
- Глушиця
- Городець
- Довге
- Дубки
- Іванівка
- Копище
- Корост
- Костянтинівка
- Кричильськ
- Любиковичі
- Люхча
- Мале Вербче
- Мар'янівка
- Маслопуща
- Обірки
- Одринки
- Орлівка
- Поляна
- Ремчиці
- Сварині
- Стрільськ
- Тріскині
- Тутовичі
- Убереж
- Угли
- Цепцевичі
- Яринівка